# Bracon coriaceus
Bracon coriaceus är en stekelart som beskrevs av Szepligeti 1900. Bracon coriaceus ingår i släktet Bracon och familjen bracksteklar. Inga underarter finns listade.